# 윌렘 벨리
윌럼 벨라이(Willam Belli, 영어 발음: /ˈwɪləm ˈbɛlaɪ/, 1982년 6월 30일 ~ )는 미국의 드래그 퀸, 음악가이다.

## 출연 작품
- 바이러스 Z: 백신 대참사 (2019년) - 베스 앤 페터먼 역
- 스타 이즈 본 (2018년) - 에머럴드 역
- 서던 뱁티스트 씨시스 (2013년)
- 페이크 핑거네일스, 캐시 앤 비아그라 (2012년) - 프랭클린 역
- 블럽베렐라 (2011년)
- 원더 우먼 (2011년)
- 배리 먼데이 (2010년)
- 틱트-오프 트레니스 위드 나이프스 (2010년)
- 월드워2: 나치의 침공 (2010년) - 바실 역
- 어나더 게이 무비 2 (2008년)
- 철없는 그녀의 아찔한 연애코치 (2007년)
- 닙턱 (2003년)
- 아메리칸 파이 3 - 아메리칸 웨딩 (2003년)
- 더 디스트릭트 (2000년)

## 음반 목록
- The Wreckoning (2012)
- Shartistry in Motion (2015)
- Now That's What I Call Drag Music, Vol. 1 (2018)